# Iridio
L'iridio è l'elemento chimico di numero atomico 77 e il suo simbolo è Ir.
È un metallo di transizione bianco-argenteo, molto duro, appartenente al gruppo del platino. Si trova in natura in lega con l'osmio e trova impiego nella produzione di leghe metalliche destinate a lavorare ad alta temperatura e in condizioni di elevata usura.
L'iridio è ritenuto essere il metallo più resistente alla corrosione.
Il nome iridio deriva dal latino iridium da iris = arcobaleno con l'aggiunta del suffisso -ium tipico degli elementi metallici.
La inconsuetamente massiccia deposizione di iridio in alcuni strati geologici è ritenuta essere prova del presunto impatto meteoritico che, a cavallo tra il Cretaceo e il Terziario, avrebbe provocato l'estinzione di un gran numero di forme di organismi viventi anche di grande mole, tra cui i dinosauri.
Viene usato in apparecchi esposti ad alte temperature, in contatti elettrici e come additivo indurente del platino.

## Caratteristiche
L'iridio somiglia al platino, poiché è un metallo di colore bianco con una lievissima sfumatura gialla. Per via delle sue elevate caratteristiche di durezza e fragilità, è difficile da lavorare e da modellare. L'iridio è noto per essere il metallo più resistente di tutti alla corrosione chimica. È inattaccabile dagli acidi e nemmeno l'acqua regia lo scioglie. Può essere intaccato solo ad alta temperatura e solo da sali fusi come il cloruro di sodio o il cianuro di sodio.
Sussiste una diatriba concernente il calcolo della densità dell'iridio che risulta essere lievemente inferiore a quella dell'osmio, considerato il più denso elemento noto. Calcoli teorici della densità basati sulle dimensioni del reticolo cristallino sembrano però dare un risultato in contraddizione con quanto osservato sperimentalmente (22 650 kg/m³ per l'iridio, 22 610 kg/m³ per l'osmio). In realtà, i suddetti valori sono stati calcolati da desueti parametri di reticolo utilizzando una massa atomica relativa di 193,1 per l'iridio e 190,2 per l'osmio, il che conferiva un errore "lordo" nei calcoli per la densità dell'iridio. Infatti, la scala di misura dei parametri di reticolo usata in passato si è dimostrato essere erronea.
Nel caso dell'iridio è stato successivamente calcolato un valore effettivo di 192,217, mentre quello dell'osmio è risultato pari a 192,23. Con i nuovi pesi atomici e la correzione dei valori dei parametri di reticolo, si hanno i moderni valori di densità di 22 590 kg/m³ per l'osmio e 22 560 kg/m³ per l'iridio il che dimostra che l'osmio è il metallo più denso tra i due a temperatura ambiente.
Queste correzioni forniscono valori al passo con la moderna concezione di densità. Sostanzialmente nei calcoli teorici deve essere presa in considerazione non la densità assoluta di ciascuno dei due elementi ma quella apparente. La densità apparente di un corpo viene calcolata in maniera formalmente analoga alla densità assoluta, ma prende in considerazione il volume totale occupato dal solido ovvero il suo ingombro esterno, compresi gli eventuali spazi vuoti. Infatti, nella meccanica del continuo la densità è definita come l'integrale della densità di fase nello spazio delle fasi.

## Applicazioni
L'uso principale dell'iridio è come agente indurente in lega con il platino. Altri usi:
- Per crogioli e attrezzi destinati a lavorare ad alte temperature.
- Contatti elettrici (ad esempio: candele al Pt/Ir).
- Si usano leghe osmio/iridio per i pennini delle penne stilografiche e per i perni delle bussole.
- L'iridio si usa come catalizzatore per la carbonilazione del metanolo per produrre acido acetico.
- In lega con il platino fornisce un materiale a coefficiente termico nullo usato in meccanica, un esempio è il campione del metro standard conservato a Parigi
- Nei pennini in oro delle penne stilografiche la punta è in iridio per prolungare la durata del pennino

In passato l'iridio, in lega con il platino, si usava per rivestire le volate delle canne dei pezzi di artiglieria pesante e (ridotto in polvere finissima detta nero iridio) per dipingere di nero le porcellane.
Altra applicazione, divenuta molto importante negli ultimi anni, è nell'elettronica organica. Siccome l'iridio è capace di emettere radiazione per fosforescenza, si è pensato di utilizzarlo per la produzione di OLED che emettono luce bianca. La fosforescenza dell'iridio è molto importante poiché permette di aumentare notevolmente l'efficienza di emissione dei dispositivi. Si sintetizzano dei complessi dell'iridio da usare come droganti in una matrice (che solitamente emette nel blu). A seconda del tipo di legante, l'iridio può emettere a diverse lunghezze d'onda, tipicamente nel rosso e nel giallo. La combinazione dell'emissione di tutti i componenti del film organico dà luce bianca.

## Storia
L'iridio fu scoperto nel 1803 a Londra da Smithson Tennant. Lo isolò insieme all'osmio dal residuo scuro ottenuto dalla dissoluzione del platino grezzo in acqua regia (una miscela di acido nitrico e acido cloridrico).
Come concepito dallo scopritore, l'iridio prende il nome dal greco Ἴριδος (Ìridos), che è il genitivo di Ἶρις (Îris), la dea greca alata dell'arcobaleno, termine ripreso in latino come iris, con il significato di "[metallo] dell'iride, dell'arcobaleno", perché molti dei suoi sali sono intensamente e variamente colorati.
Una lega platino-iridio 90:10 fu usata nel 1899 per costruire il metro standard e il chilogrammo standard, adottati come riferimento dal Sistema Internazionale e conservati presso il Bureau International des Poids et Mesures di Sèvres, in Francia.

### Ipotesi della estinzione dei dinosauri
Il confine tra il periodo Cretaceo e il Cenozoico è identificato da un sottile strato (detto Limite K-T) di argilla ricca di iridio deposta, ampiamente su tutto il pianeta, negli strati geologici risalenti a 65 milioni di anni fa.
A partire dagli strati successivi, deposti nel successivo Terziario, divengono assenti i reperti fossili di dinosauri, abbondanti nel Cretaceo precedente.
È stata quindi posta l'ipotesi che la deposizione inconsuetamente massiccia in strato dell'iridio (altrimenti molto raro in superficie del pianeta, ma relativamente abbondante in meteoriti) fosse legata a un evento disastroso della caduta di un meteorite di grandi dimensioni che abbia improvvisamente e sensibilmente alterato l'ambiente in cui erano adattati i dinosauri (spesso di grandi dimensioni e ovipari), provocandone l'estinzione.
Nel 1980 un gruppo di lavoro guidato dal fisico Luis Álvarez e dal figlio geologo Walter Álvarez, studiando le rocce della Gola del Bottaccione, nei pressi di Gubbio, propose un'origine extra-terrestre per questo iridio, attribuendolo a un asteroide (o alla parte solida di una cometa) che si sarebbe schiantato nei pressi dell'attuale penisola dello Yucatán (Cratere di Chicxulub) provocando l'enorme cratere ancor oggi riscontrabile; esplodendo nella collisione avrebbe provocato gli enormi mutamenti climatici in tutto il pianeta che avrebbero portato fra l'altro alla riscontrata estinzione di grandissima parte delle forme di vita allora esistenti (oltre il 70%).
Ricerche successive hanno fornito conferme progressivamente sempre più complete di tale evento che risulterebbe inoltre più ampio di quello semplicemente riferibile alla formazione di un singolo cratere; sembrerebbe piuttosto come una collisione con un corpo principale e frammenti secondari, o la dispersione di più impatti in breve termine di tempo, riguardanti comunque una ampia fascia del pianeta.
In tale estinzione solo le forme più resistenti e adattabili sarebbero sopravvissute; tra quelle estinte, con biologia meno adattabile o con sistemi riproduttivi meno sicuri, sono inclusi i dinosauri, che infatti scomparvero a partire da quel periodo.
I dati e le ipotesi sono raccolte sotto la voce del "Cratere di Chicxulub".
Dewey M. McLean e altri hanno obiettato che l'iridio potrebbe essere di origine vulcanica: il nucleo della Terra è relativamente ricco di iridio e alcuni vulcani, come il Piton de la Fournaise di Réunion, rilasciano tracce di iridio nell'ambiente circostante ancora oggi.

## Disponibilità
È uno degli elementi più rari sulla crosta terrestre. L'iridio si trova allo stato nativo legato al platino e ad altri metalli del gruppo del platino nei depositi alluvionali. Tra le leghe naturali dell'iridio vi sono l'osmiridio e l'iridosmio, entrambe in lega con l'osmio. Negli asteroidi e nei meteoriti è presente con un'abbondanza molto maggiore di quella media sulla crosta terrestre.
Viene ottenuto industrialmente come sottoprodotto della lavorazione dei minerali del nichel.

## Isotopi
In natura l'iridio è una miscela di due isotopi stabili: 191Ir e 193Ir. Il radioisotopo più stabile ha A intermedio ai due isotopi stabili, cioè 192Ir; questo decade β– in 192Pt per il 95,24% e per cattura elettronica (ε) in 192Os per il 4,76%, con un'emivita di 73,83 giorni. 190Ir decade per cattura elettronica a 190Os, stabile; 194Ir decade β– in 194Pt, stabile.

## Precauzioni
L'iridio metallico non è generalmente tossico per via della sua non reattività chimica, ma tutti i composti dell'iridio devono essere considerati molto tossici.